# Christian von Bülow
Christian Robert von Bülow (ur. 14 grudnia 1917 w Kopenhadze, zm. 13 stycznia 2002), duński żeglarz sportowy. Dwukrotny medalista olimpijski.
Brał udział w dwóch igrzyskach (IO 56, IO 64), na obu zdobywał medale w klasie Dragon. W Melbourne Duńczycy zajęli drugie miejsce, osiem lat później triumfowali. Podczas obu startów sternikiem był Ole Berntsen. W 1956 załogę uzupełnił Cyril Andresen, w 1964 Ole Poulsen.